# Дожить до рассвета (фильм, 1975)
«Дожить до рассвета» — советский цветной художественный фильм Михаила Ершова, снятый на «Ленфильме» в 1975 году по одноимённой повести Василя Быкова.

## Сюжет
Декабрь 1941 года, враг на подступах к Москве. Группа советских диверсантов во главе с лейтенантом Игорем Ивановским отправляется на уничтожение немецкого склада боеприпасов в тылу противника. Уже при переходе линии фронта группа несёт потери, и пройдя в ночь на лыжах 40 километров обнаруживает, что склада нет, немцы перебазировали его. Ивановский не может смириться с напрасной гибелью бойцов и вернуться с невыполненным заданием. Приказав группе возвращаться, он сам остаётся...
В отличие от книги, к фильму добавлено оптимистическое окончание: группа Ивановского, возвращаясь без него, случайно всё же находит немецкий склад и взрывает его.

## В ролях
В канаву меня режиссёр укладывал – и все ждали, когда на морозе у меня пальцы окоченеют. Жизненная правда образа так достигалась. Подводили ветродуй, чтобы меня снегом заметало… Кончилось это для меня двусторонним воспалением лёгких, туберкулёзом, лёгочным кровотечением. В тубдиспансере полгода лежал. ... И трогательно вот что было. Солдаты, которые в молодости воевали, снимались в этом фильме. Были у меня «в подчинении» по ходу картины. Так они помимо съёмок все называли меня командиром. И чаю поднесут, и вообще – оберегали: «Ну, ты, лейтенант, совсем-то уж не раскисай». В больницу ко мне приезжали. До слёз это трогало…
- Александр Михайлов — Игорь Ивановский, лейтенант
- Светлана Орлова — Янинка
- Владимир Емельянов — генерал
- Владимир Марьев — помощник генерала
- Вадим Спиридонов — Волох, капитан
- Алексей Панькин — Лукашов, сержант
- Николай Кузьмин — Дюбин, старшина
- Алексей Горячев — Пётр Пивоваров
- Александр Январёв — Погребняк
- Павел Кашлаков — Краснокуцкий
- Валерий Филонов — Судник
- Ю. Чуприн — Заяц
- Н. Даутов — Хакимов
- Ф. Батищев — Шелудяк
- А. Бондаренко — Кудрявец

## Песня
В фильме звучит песня «До рассвета» («Гремят, не смолкая, бои…») — музыка Вениамин Баснер, слова — Михаил Матусовский, исполнение — Павел Кравецкий.

## Критика
Отметив ряд достоинств фильма критика назвала фильм слабым:

Картина снята и поставлена с видимым желанием найти духу и букве быковской прозы достойное экранное соответствие. Ощущение опасности, физической изнуряющей тяжести, страх смерти и преодоление этого страха буквально передаются зрительному залу. Однако, мне кажется, что сугубая эта достоверность не всегда перерастает в достоверность более высокого порядка, и потому внешнее нагнетание сюжета не всегда вызывает соответственное давление художественной атмосферы, а за действиями героев порой теряются их неповторимые человеческие характеры. Хотя последний и решительный бой, навязанный смертельно раненным лейтенантом Ивановским гитлеровскому штабу, не может не взять зрителей за самое живое.— Анатолий Макаров - «Спутник кинозрителя», март 1977 года

Постановка на «Ленфильме» повести «Дожить до рассвета» (реж. М. Ершов и В. Соколов, 1978) мало чем отличалась от «Волчьей стаи» по стилистике. Стремление к образности, ещё ощутимое в «Волчьей стае», в ленфильмовской экранизации ослаблено, хотя документальная достоверность изображения соблюдается. Но несмотря на приверженность к изображению бесхитростной и суровой прозы войны, фильм, учитывая финал, стал спорным по отношению к творчеству Быкова.— киновед А. В. Красинский, заведующий сектором кино и телевидения Института искусствоведения, этнографии и фольклора АН БССР, 1985 год
При этом была положительно отмечена работа актёров, особенно игра Александра Михайлова:

Актер А. Михайлов старательно и с большой мерой достоверности попытался воплотить на экране вариант героя В. Быкова. Он сыграл Ивановского узнаваемо, искренне.— Панорама, 1985 год
Сам писатель Василь Быков, хотя и выступил сосценаристом фильма, назвал его неудачным, при это отметив и объективные причины этого: смену режиссёра и малый бюджет:

Фильм неудачный во всех отношениях. Когда начиналась работа над фильмом, я несколько раз побывал на «Ленфильме», поработал с режиссёром, но сразу понял, что большого толка не будет. Не тот режиссёр. По прежнему опыту я знал, что режиссёру-постановщику необходимы не столько ум и вкус, сколько характер и воля. Режиссёр Виктор Соколов был человек неглупый и честный, но не обладал всем набором необходимых в кинематографе качеств. К тому же у студии не хватало средств, материально-техническая база была ограничена. Вдобавок ко всему подвела погода: прежде времени растаял снег, что для съемок зимней натуры было гибелью. Режиссёра отстранили, заканчивать съемки поручили другому, все пошло наперекосяк и завершилось полным фиаско.